# Béla Fleck

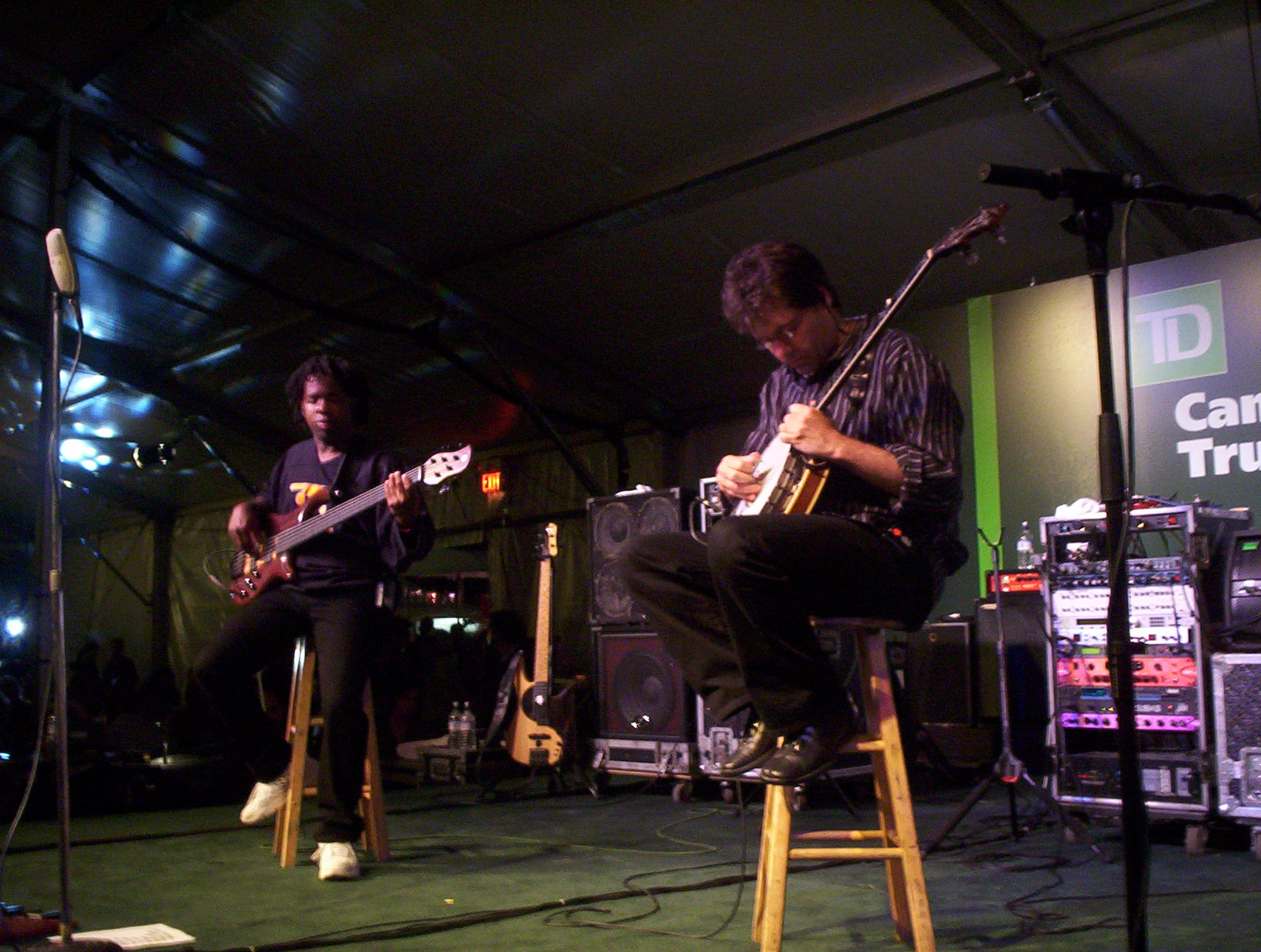
Béla Fleck & Victor Wooten

Béla Fleck (New York, 10 juli 1958) is een Amerikaans banjospeler, componist, arrangeur en bandleider. Hij is vooral bekend van zijn werk met zijn in 1988 gevormde band Béla Fleck and the Flecktones, dat hij zelf beschrijft als een mengsel van akoestische en elektronische muziek geworteld in folk, bluegrass, funk en jazz In 1988 werd Fleck ook voor het eerst genomineerd voor een Grammy Award en sindsdien heeft hij verscheidene van deze prijzen gewonnen, onder andere met de Flecktones in 1996 en 2000.
Voor een uitgebreid overzicht van de plaatopnames van Béla Fleck, zie het artikel Discografie van Béla Fleck.